# J1リーグ
J1リーグ（英: J1 LEAGUE）は、日本プロサッカーリーグ（Jリーグ）の1部リーグ。日本サッカーのリーグ構成における最上位カテゴリーで、略称はJ1。
タイトルパートナー契約（後述）により2024年から明治安田J1リーグ（2015年から2023年まで「明治安田生命J1リーグ」、英: MEIJI YASUDA J1 LEAGUE）の名称を用いている。

## 概要
リーグ発足当初は1ディビジョンのみだったことから、単に「Jリーグ」として開催されており、1999年からの2部制導入に伴い「Jリーグ ディビジョン1」（英: J. LEAGUE DIVISION 1）に移行した。Jリーグカップ、天皇杯と並んで日本の国内三大タイトルとされる（スーパーカップは除く）。上位3クラブにAFCチャンピオンズリーグエリートの本戦出場権が与えられる。
毎年早春（1993年シーズンのみ5月）に開幕し、晩秋から初冬の時期まで総当たり戦（いわゆるリーグ戦）を行う「春秋制」を採用しており、3大タイトルの中ではJリーグカップの後、天皇杯の前にタイトルが決まる。
リーグ発足当初は2ステージ制を採用し、複数回の開催方式変更を経て2017年シーズンから1ステージ制を採用している。J1リーグ戦の開催方式は#開催方式を参照のこと。
リーグカテゴリーカラーは赤。明治安田生命とのタイトルパートナー契約の際にJリーグの基調カラー（赤・緑・黒）から採用されたもの だが、2022年のタイトルパートナー契約更新の際に「頂点を表す太陽の赤」とのブランディングが成されている。

### 大会名称
2シーズン制を採用していた1993年から1995年までの間は、サントリー株式会社と日本信販株式会社（現・三菱UFJニコス株式会社）がJリーグ協賛スポンサーの最上級カテゴリーに当たる「ステージスポンサー」となり、第1ステージ（リーグ前半戦）を「サントリーシリーズ」、第2ステージ（後半戦）を「NICOSシリーズ」と、ステージごとにタイトルスポンサーをつけて開催。年間決勝戦のチャンピオンシップ (CS) もサントリー株式会社の協賛による「サントリーチャンピオンシップ」として開催された。1996年に1シーズン制となりステージスポンサーがなくなり、2シーズン制が復活した1997年以降もステージスポンサーが復活することはなかったが、同年から2004年まで行われたCSでは、引き続きサントリーがタイトル協賛した。
2015年より明治安田生命保険相互会社とJリーグ全体のタイトルスポンサーとしての契約（Jリーグタイトルパートナー契約）を締結し、リーグ戦の名称を「明治安田生命J1リーグ（MEIJI YASUDA J1 LEAGUE）」とすることとなった。2018年 と2022年 に明治安田生命保険との4年契約を更新している。さらに2024年からは、リーグ戦の名称を「明治安田J1リーグ」とすることになった。

## 所属クラブ（2025年）
各指標はJリーグ公式サイトのクラブプロフィールの記述に基づく。Jリーグ加盟年は正会員となった年（退会歴のあるクラブは最初に正会員となった年）。J1在籍年には1998年以前の1ディビジョン時代を含む。
| クラブ名           | Jリーグ加盟年 | J1在籍年                                     |
| ------------------ | ------------- | -------------------------------------------- |
| 鹿島アントラーズ   | 1991年        | 1993-                                        |
| 浦和レッズ         | 1991年        | 1993-1999, 2001-                             |
| 柏レイソル         | 1995年        | 1995-2005, 2007-2009, 2011-2018, 2020-       |
| FC東京             | 1999年        | 2000-2010, 2012-                             |
| 東京ヴェルディ     | 1991年        | 1993-2005, 2008, 2024-                       |
| FC町田ゼルビア     | 2012年        | 2024-                                        |
| 川崎フロンターレ   | 1999年        | 2000, 2005-                                  |
| 横浜F・マリノス    | 1991年        | 1993-                                        |
| 横浜FC             | 2001年        | 2007, 2020-2021, 2023, 2025-                 |
| 湘南ベルマーレ     | 1994年        | 1994-1999, 2010, 2013, 2015-2016, 2018-      |
| アルビレックス新潟 | 1999年        | 2004-2017, 2023-                             |
| 清水エスパルス     | 1991年        | 1993-2015, 2017-2022, 2025-                  |
| 名古屋グランパス   | 1991年        | 1993-2016, 2018-                             |
| 京都サンガF.C.     | 1996年        | 1996-2000, 2002-2003, 2006, 2008-2010, 2022- |
| ガンバ大阪         | 1991年        | 1993-2012, 2014-                             |
| セレッソ大阪       | 1995年        | 1995-2001, 2003-2006, 2010-2014, 2017-       |
| ヴィッセル神戸     | 1997年        | 1997-2005, 2007-2012, 2014-                  |
| ファジアーノ岡山   | 2009年        | 2025-                                        |
| サンフレッチェ広島 | 1991年        | 1993-2002, 2004-2007, 2009-                  |
| アビスパ福岡       | 1996年        | 1996-2001, 2006, 2011, 2016, 2021-           |

## 開催方式
1993-1998年のJリーグ、および1999年以降のJ1には「2ステージ制」（2シーズン制、またはアペルトゥーラとクラウスーラ）の時期と「1ステージ制」の時期があった。
通年制（1996年、2005-2014年、2017年-）
- 1996年はアトランタ五輪やアジアカップなどの日程の都合で2回戦総当りの通年制を採用。チャンピオンシップの替わりにリーグ戦上位とカップ戦上位のクラブによるポストシーズンマッチとしてサントリーカップを開催。
- 2005-2014年は2回戦総当たりの通年制へと移行。この間チャンピオンシップは行われていない。
- 2017年シーズンから2回戦総当たりの通年制へと再び移行。

2ステージ制（1993-1995年、1997-2004年、2015年-2016年）
1シーズンを2つのステージに分けて行い、第2ステージ終了後に両ステージの優勝チームによるJリーグチャンピオンシップ（年間王者決定戦）を開催し、そのシーズンの年間優勝クラブ（年間王者）を決める。
- 1993-1995年は2回戦総当たりの2ステージ（年間4回戦総当たり）とし、同一クラブが完全優勝（両ステージ優勝）をした場合、各ステージの2位クラブ同士でプレーオフを開催し、その勝者と両ステージを制したクラブがチャンピオンシップに出場できる方式としていた（実際には行われず）。
- 1997-2004年は1回戦総当たりの2ステージ（年間2回戦総当たり）とし、同一クラブが完全優勝をした場合はJリーグチャンピオンシップを行わないことになった。
- 2015年-2016年は再び1回戦総当たりの2ステージ（年間2回戦総当たり）とし、チャンピオンシップはステージ優勝クラブと年間勝ち点上位のクラブで争うトーナメント方式で行われた。

### 開催日時
Jリーグはシーズンの開催期間を2月頃開幕・12月頃閉幕の「春秋シーズン制」を採用している。
基本的に開催期間内の毎週末（土曜日または日曜日）に開催されるほか、ゴールデンウィーク期間中をはじめとして祝日に開催され週2試合開催となることがある。週末開催については2012年シーズン以降は原則として土曜日に開催日が集約されているが、それ以前は終盤の数節を除き、土曜日に6-7試合程度、日曜日に残りの2-3試合程度を分散開催していた。また、週の半ば（基本的に水曜日）にリーグ戦を開催することもある（Jリーグ創設当初は水曜・土曜の週2回開催が基本であった）。
2018年から年間10節程度の予定で、DAZN協賛による「明治安田生命フライデーナイトJリーグ」と題して、金曜日のナイターを各節1～3試合行う節を設けている
AFCチャンピオンズリーグ (ACL) に参加するクラブについては、ACLの試合がおおむね火曜日または水曜日に開催されることから、試合日・移動日との間隔を考慮して当該クラブの試合を日曜日、あるいは後日の平日に延期することがある。
なお2017年のゴールデンウィークにおいては、5日間連続開催とし、5月3日にルヴァンカップ第4節を行った後、5月4日-5月7日にJ1リーグの第10節を分割開催した。このうち、AFCチャンピオンズリーグ2017に出場する4クラブは、翌週の5月9日・5月10日にグループリーグ第6節が行われるため、5月4日・5日に分けて開催、残りの各チームは5月6日・7日に試合を行った。
日本代表の強化を優先させる観点から、日本代表の出場する国際試合（FIFAワールドカップ・AFCアジアカップの本選・予選）あるいはU-23日本代表が出場する国際試合（オリンピックのサッカー競技・アジア競技大会サッカー競技）が行われる期間はリーグ戦が長期中断される。
水曜日に開催する場合は祝日と重ならない範囲であれば原則ナイトゲームである。ただし1993年・1994年・2011年のごくわずかな試合で平日のデーゲームが行われた事例がある。

### 試合方式
以下は2025年シーズンの場合。
- 20チームによる年間でホーム&アウェイ2回戦総当たりの1ステージ制を採用。
- 延長戦は行わず、各試合ごとに勝ち3点、引き分け1点、負け0点の勝点を与え、最終的に勝点の多いクラブが優勝。同点の場合、①得失点差　②総得点　③直接対決成績（イ．勝点　ロ．得失点差　ハ．総得点数）　④抽選　の順で順位を決定する。[10]
- 下位3クラブ（18-20位）が自動的に降格し、翌年はJ2所属となる。詳細は入れ替え制度の項目を参照。

### 試合方式の変遷
- 詳細な試合方式については各シーズンの項目を参照の事。
- 1993-1998年までは1部制のJリーグ。
- 対戦方式の「×2」は2ステージ制を表す。
  - 年間王者はチャンピオンシップにより決定。

| 年度        | クラブ | 対戦方式 | 試合数 | 延長戦               | PK戦 | 勝ち点計算方法                                         | 降格  |
| ----------- | ------ | -------- | ------ | -------------------- | ---- | ------------------------------------------------------ | ----- |
| 1993        | 10     | 2回戦×2  | 36     | あり （Vゴール方式） | あり | （勝利数で決定）                                       | ―     |
| 1994        | 12     | 2回戦×2  | 44     | あり （Vゴール方式） | あり | （勝利数で決定）                                       | ―     |
| 1995        | 14     | 2回戦×2  | 52     | あり （Vゴール方式） | あり | 勝ち：3点 PK負け：1点 負け：0点                        | ―     |
| 1996        | 16     | 2回戦    | 30     | あり （Vゴール方式） | あり | 勝ち：3点 PK負け：1点 負け：0点                        | ―     |
| 1997        | 17     | 1回戦×2  | 32     | あり （Vゴール方式） | あり | 90分勝ち：3点 Vゴール勝ち：2点 PK戦勝ち：1点 負け：0点 | ―     |
| 1998        | 18     | 1回戦×2  | 34     | あり （Vゴール方式） | あり | 90分勝ち：3点 Vゴール勝ち：2点 PK戦勝ち：1点 負け：0点 | ―     |
| 1999 ↓ 2002 | 16     | 1回戦×2  | 30     | あり （Vゴール方式） | なし | 90分勝ち：3点 Vゴール勝ち：2点 引き分け：1点 負け：0点 | 2     |
| 2003        | 16     | 1回戦×2  | 30     | なし                 | なし | 勝ち：3点 引き分け：1点 負け：0点                      | 2     |
| 2004        | 16     | 1回戦×2  | 30     | なし                 | なし | 勝ち：3点 引き分け：1点 負け：0点                      | 2+0.5 |
| 2005 ↓ 2008 | 18     | 2回戦    | 34     | なし                 | なし | 勝ち：3点 引き分け：1点 負け：0点                      | 2+0.5 |
| 2009 ↓ 2014 | 18     | 2回戦    | 34     | なし                 | なし | 勝ち：3点 引き分け：1点 負け：0点                      | 3     |
| 2015 2016   | 18     | 1回戦×2  | 34     | なし                 | なし | 勝ち：3点 引き分け：1点 負け：0点                      | 3     |
| 2017        | 18     | 2回戦    | 34     | なし                 | なし | 勝ち：3点 引き分け：1点 負け：0点                      | 3     |
| 2018 2019   | 18     | 2回戦    | 34     | なし                 | なし | 勝ち：3点 引き分け：1点 負け：0点                      | 2+0.5 |
| 2020        | 18     | 2回戦    | 34     | なし                 | なし | 勝ち：3点 引き分け：1点 負け：0点                      | 0     |
| 2021        | 20     | 2回戦    | 38     | なし                 | なし | 勝ち：3点 引き分け：1点 負け：0点                      | 4     |
| 2022        | 18     | 2回戦    | 34     | なし                 | なし | 勝ち：3点 引き分け：1点 負け：0点                      | 2+0.5 |
| 2023        | 18     | 2回戦    | 34     | なし                 | なし | 勝ち：3点 引き分け：1点 負け：0点                      | 1     |
| 2024 ↓      | 20     | 2回戦    | 38     | なし                 | なし | 勝ち：3点 引き分け：1点 負け：0点                      | 3     |

2023年のJリーグにおいて、J3に2クラブが昇格し、J3の定数に定めていた20クラブ、かつJ1からJ3の参加クラブの合計が60クラブとなることから、2022年10月18日のデイリースポーツの関係者に対する取材 として、2024年度からJ1とJ2のクラブ数を調整し、全ディビジョンとも20クラブでそろえる案が検討されていることが明らかになった。
その後正式に、2022年12月14日に2024年度からの全ディビジョン20クラブでそろえることで方針が固まった。Jリーグが各クラブに対する配分金を上位クラブに手厚くし、競争力を促すことでリーグの価値を高めようとしており、その頂点にあるJ1を2クラブ増やすことで、競技力の向上を目指す。これに伴い、2023年のJ1リーグでは、最下位（18位）クラブが2024年のJ2へ降格し、J2からは上位3クラブが自動昇格した。

## 結果
| 年度 | 年間優勝               | 1stステージ優勝        | 2ndステージ優勝    | クラブ数 |
| ---- | ---------------------- | ---------------------- | ------------------ | -------- |
| 1993 | ヴェルディ川崎 (1)     | 鹿島アントラーズ       | ヴェルディ川崎     | 10       |
| 1994 | ヴェルディ川崎 (2)     | サンフレッチェ広島     | ヴェルディ川崎     | 12       |
| 1995 | 横浜マリノス (1)       | 横浜マリノス           | ヴェルディ川崎     | 14       |
| 年度 | 優勝                   | 2位                    | 3位                | クラブ数 |
| 1996 | 鹿島アントラーズ (1)   | 名古屋グランパスエイト | 横浜フリューゲルス | 16       |
| 年度 | 年間優勝               | 1stステージ優勝        | 2ndステージ優勝    | クラブ数 |
| 1997 | ジュビロ磐田 (1)       | 鹿島アントラーズ       | ジュビロ磐田       | 17       |
| 1998 | 鹿島アントラーズ (2)   | ジュビロ磐田           | 鹿島アントラーズ   | 18       |
| 1999 | ジュビロ磐田 (2)       | ジュビロ磐田           | 清水エスパルス     | 16       |
| 2000 | 鹿島アントラーズ (3)   | 横浜F・マリノス        | 鹿島アントラーズ   | 16       |
| 2001 | 鹿島アントラーズ (4)   | ジュビロ磐田           | 鹿島アントラーズ   | 16       |
| 2002 | ジュビロ磐田 (3)       | ジュビロ磐田           | ジュビロ磐田       | 16       |
| 2003 | 横浜F・マリノス (2)    | 横浜F・マリノス        | 横浜F・マリノス    | 16       |
| 2004 | 横浜F・マリノス (3)    | 横浜F・マリノス        | 浦和レッズ         | 16       |
| 年度 | 優勝                   | 2位                    | 3位                | クラブ数 |
| 2005 | ガンバ大阪 (1)         | 浦和レッズ             | 鹿島アントラーズ   | 18       |
| 2006 | 浦和レッズ (1)         | 川崎フロンターレ       | ガンバ大阪         | 18       |
| 2007 | 鹿島アントラーズ (5)   | 浦和レッズ             | ガンバ大阪         | 18       |
| 2008 | 鹿島アントラーズ (6)   | 川崎フロンターレ       | 名古屋グランパス   | 18       |
| 2009 | 鹿島アントラーズ (7)   | 川崎フロンターレ       | ガンバ大阪         | 18       |
| 2010 | 名古屋グランパス (1)   | ガンバ大阪             | セレッソ大阪       | 18       |
| 2011 | 柏レイソル (1)         | 名古屋グランパス       | ガンバ大阪         | 18       |
| 2012 | サンフレッチェ広島 (1) | ベガルタ仙台           | 浦和レッズ         | 18       |
| 2013 | サンフレッチェ広島 (2) | 横浜F・マリノス        | 川崎フロンターレ   | 18       |
| 2014 | ガンバ大阪 (2)         | 浦和レッズ             | 鹿島アントラーズ   | 18       |
| 年度 | 年間優勝               | 1stステージ優勝        | 2ndステージ優勝    | クラブ数 |
| 2015 | サンフレッチェ広島 (3) | 浦和レッズ             | サンフレッチェ広島 | 18       |
| 2016 | 鹿島アントラーズ (8)   | 鹿島アントラーズ       | 浦和レッズ         | 18       |
| 年度 | 優勝                   | 2位                    | 3位                | クラブ数 |
| 2017 | 川崎フロンターレ (1)   | 鹿島アントラーズ       | セレッソ大阪       | 18       |
| 2018 | 川崎フロンターレ (2)   | サンフレッチェ広島     | 鹿島アントラーズ   | 18       |
| 2019 | 横浜F・マリノス (4)    | FC東京                 | 鹿島アントラーズ   | 18       |
| 2020 | 川崎フロンターレ (3)   | ガンバ大阪             | 名古屋グランパス   | 18       |
| 2021 | 川崎フロンターレ (4)   | 横浜F・マリノス        | ヴィッセル神戸     | 20       |
| 2022 | 横浜F・マリノス (5)    | 川崎フロンターレ       | サンフレッチェ広島 | 18       |
| 2023 | ヴィッセル神戸 (1)     | 横浜F・マリノス        | サンフレッチェ広島 | 18       |
| 2024 | ヴィッセル神戸 (2)     | サンフレッチェ広島     | FC町田ゼルビア     | 20       |
| 2025 |                        |                        |                    | 20       |

- 年間優勝クラブには優勝エンブレムが授与され、翌年のリーグ戦で着用するユニフォームに装着する。
- 1993-1995年、1997-2004年、2015年-2016年は2ステージ制、1996年と2005年-2014年及び2017年以降は1ステージ制で開催されている。
- 2ステージ制で完全優勝（同一年での両ステージ優勝）を達成したのは、2002年の磐田と2003年の横浜FMの2クラブ。
- J1とJ2両カテゴリーで優勝を経験しているのは、柏、広島、G大阪、川崎の4クラブ。なお、柏（2011年）とG大阪（2014年）はJ1昇格後1年目での優勝である。
- 連覇を達成したことがあるクラブはV川崎、鹿島、横浜FM、広島、川崎、神戸の6クラブ。このうち、鹿島は唯一の3連覇を達成したチームで、川崎はJ2からスタートしたクラブで唯一連覇を達成したクラブでもある。
- 複数回の連覇を達成したことがあるクラブは鹿島と川崎の2クラブ。
- 1リーグ制時代から参戦しているクラブ（オリジナル10）のうち、J2降格の経験がないクラブは鹿島と横浜FMの2クラブ。
- J2からJ1に初昇格して以降1度もJ2に降格経験のないクラブは、町田のみである。

### 降格・昇格記録
- クラブ名は降格・昇格当時の名称

| 年度 | J2への降格 | 旧JFLからの昇格        | 合併したクラブ | 数 |
| ---- | ---------- | ---------------------- | -------------- | -- |
| 1992 | -          | 「オリジナル10」を参照 | -              | -  |
| 1993 | -          | フジタFC ヤマハ        | -              | 10 |
| 1994 | -          | C大阪 柏               | -              | 12 |
| 1995 | -          | 福岡 京都              | -              | 14 |
| 1996 | -          | 神戸                   | -              | 16 |
| 1997 | -          | 札幌                   | -              | 17 |
| 1998 | 札幌       | -                      | 横浜M 横浜F    | 18 |

| 年度 | J2への降格            | J2からの昇格     | 数 |
| ---- | --------------------- | ---------------- | -- |
| 1999 | 浦和 平塚             | 川崎F FC東京     | 16 |
| 2000 | 川崎F 京都            | 札幌 浦和        | 16 |
| 2001 | 福岡 C大阪            | 京都 仙台        | 16 |
| 2002 | 広島 札幌             | 大分 C大阪       | 16 |
| 2003 | 仙台 京都             | 新潟 広島        | 16 |
| 2004 | -                     | 川崎F 大宮       | 16 |
| 2005 | 柏 東京V 神戸         | 京都 福岡 甲府   | 18 |
| 2006 | 福岡 C大阪 京都       | 横浜FC 柏 神戸   | 18 |
| 2007 | 広島 甲府 横浜FC      | 札幌 東京V 京都  | 18 |
| 2008 | 東京V 札幌            | 広島 山形        | 18 |
| 2009 | 柏 千葉 大分          | 仙台 C大阪 湘南  | 18 |
| 2010 | FC東京 京都 湘南      | 柏 甲府 福岡     | 18 |
| 2011 | 甲府 福岡 山形        | FC東京 鳥栖 札幌 | 18 |
| 2012 | 神戸 G大阪 札幌       | 甲府 湘南 大分   | 18 |
| 2013 | 湘南 磐田 大分        | G大阪 神戸 徳島  | 18 |
| 2014 | 大宮 C大阪 徳島       | 湘南 松本 山形   | 18 |
| 2015 | 松本 清水 山形        | 大宮 磐田 福岡   | 18 |
| 2016 | 名古屋 湘南 福岡      | 札幌 清水 C大阪  | 18 |
| 2017 | 甲府 新潟 大宮        | 湘南 長崎 名古屋 | 18 |
| 2018 | 柏 長崎               | 松本 大分        | 18 |
| 2019 | 松本 磐田             | 柏 横浜FC        | 18 |
| 2020 | -                     | 徳島 福岡        | 18 |
| 2021 | 徳島 大分 仙台 横浜FC | 磐田 京都        | 20 |
| 2022 | 磐田 清水             | 新潟 横浜FC      | 18 |
| 2023 | 横浜FC                | 町田 磐田 東京V  | 18 |
| 2024 | 磐田 札幌 鳥栖        | 清水 横浜FC 岡山 | 20 |
| 2025 |                       |                  | 20 |

## 統計

### クラブ別優勝回数（年間）
| クラブ名           | 回数 | 優勝年度                                |
| ------------------ | ---- | --------------------------------------- |
| 鹿島アントラーズ   | 8    | 1996,1998,2000,2001,2007,2008,2009,2016 |
| 横浜F・マリノス    | 5    | 1995,2003,2004,2019,2022                |
| 川崎フロンターレ   | 4    | 2017,2018,2020,2021                     |
| ジュビロ磐田       | 3    | 1997,1999,2002                          |
| サンフレッチェ広島 | 3    | 2012,2013,2015                          |
| 東京ヴェルディ     | 2    | 1993,1994                               |
| ガンバ大阪         | 2    | 2005,2014                               |
| ヴィッセル神戸     | 2    | 2023,2024                               |
| 浦和レッズ         | 1    | 2006                                    |
| 名古屋グランパス   | 1    | 2010                                    |
| 柏レイソル         | 1    | 2011                                    |

### クラブ別優勝回数（ステージ）
| クラブ名           | 回数 | 優勝年度                      |
| ------------------ | ---- | ----------------------------- |
| 鹿島アントラーズ   | 6    | 1993,1997,1998,2000,2001,2016 |
| ジュビロ磐田       | 6    | 1997,1998,1999,2001,2002(2)   |
| 横浜F・マリノス    | 5    | 1995,2000,2003(2),2004        |
| 東京ヴェルディ     | 3    | 1993,1994,1995                |
| 浦和レッズ         | 3    | 2004,2015,2016                |
| サンフレッチェ広島 | 2    | 1994,2015                     |
| 清水エスパルス     | 1    | 1999                          |

### クラブ別通算成績
| クラブ名               |      | 初   | 年   | 試  |     | 勝  | 分   | 敗   |      | 得  | 失  | 差   |
| ---------------------- | ---- | ---- | ---- | --- | --- | --- | ---- | ---- | ---- | --- | --- | ---- |
| 北海道コンサドーレ札幌 |      | 1998 | 13   | 442 |     | 129 | 88   | 225  |      | 571 | 780 | -209 |
| ベガルタ仙台           | 2002 | 14   | 472  | 144 | 122 | 206 | 561  | 686  | -125 |     |     |      |
| モンテディオ山形       | 2009 | 4    | 136  | 30  | 36  | 70  | 108  | 199  | -91  |     |     |      |
| 鹿島アントラーズ       | 1993 | 32   | 1096 | 593 | 176 | 327 | 1852 | 1286 | +566 |     |     |      |
| 浦和レッズ             | 1993 | 31   | 1066 | 484 | 198 | 384 | 1617 | 1391 | +226 |     |     |      |
| 大宮アルディージャ     | 2005 | 12   | 408  | 129 | 104 | 175 | 455  | 579  | -124 |     |     |      |
| ジェフユナイテッド千葉 | 1993 | 17   | 578  | 227 | 70  | 281 | 874  | 980  | -106 |     |     |      |
| 柏レイソル             | 1995 | 27   | 914  | 378 | 173 | 363 | 1333 | 1315 | +18  |     |     |      |
| FC東京                 | 2000 | 24   | 804  | 334 | 173 | 297 | 1102 | 1031 | +71  |     |     |      |
| 東京ヴェルディ         | 1993 | 15   | 514  | 240 | 57  | 217 | 818  | 764  | +54  |     |     |      |
| FC町田ゼルビア         | 2024 | 1    | 38   | 19  | 9   | 10  | 54   | 34   | +20  |     |     |      |
| 川崎フロンターレ       | 2000 | 21   | 718  | 367 | 155 | 196 | 1310 | 915  | +395 |     |     |      |
| 横浜F・マリノス        | 1993 | 32   | 1096 | 542 | 194 | 360 | 1767 | 1335 | +432 |     |     |      |
| 横浜FC                 | 2007 | 4    | 140  | 26  | 27  | 87  | 120  | 261  | -141 |     |     |      |
| 湘南ベルマーレ         | 1994 | 17   | 604  | 186 | 102 | 316 | 756  | 1022 | -266 |     |     |      |
| ヴァンフォーレ甲府     | 2006 | 8    | 272  | 69  | 73  | 130 | 255  | 404  | -149 |     |     |      |
| 松本山雅FC             | 2015 | 2    | 68   | 13  | 20  | 35  | 51   | 94   | -43  |     |     |      |
| アルビレックス新潟     | 2004 | 16   | 544  | 177 | 139 | 228 | 637  | 778  | -141 |     |     |      |
| 清水エスパルス         | 1993 | 29   | 990  | 421 | 167 | 402 | 1415 | 1459 | -44  |     |     |      |
| ジュビロ磐田           | 1994 | 26   | 886  | 401 | 150 | 335 | 1421 | 1238 | +183 |     |     |      |
| 名古屋グランパス       | 1993 | 31   | 1062 | 477 | 177 | 408 | 1560 | 1453 | +107 |     |     |      |
| 京都サンガF.C.         | 1996 | 14   | 458  | 136 | 68  | 254 | 511  | 778  | -267 |     |     |      |
| ガンバ大阪             | 1993 | 31   | 1062 | 472 | 174 | 416 | 1727 | 1555 | +172 |     |     |      |
| セレッソ大阪           | 1995 | 24   | 816  | 334 | 150 | 332 | 1199 | 1202 | -3   |     |     |      |
| ヴィッセル神戸         | 1997 | 26   | 866  | 308 | 180 | 378 | 1177 | 1315 | -138 |     |     |      |
| ファジアーノ岡山       | 2025 | 0    | 0    | 0   | 0   | 0   | 0    | 0    | 0    |     |     |      |
| サンフレッチェ広島     | 1993 | 30   | 1032 | 447 | 183 | 402 | 1504 | 1350 | +154 |     |     |      |
| 徳島ヴォルティス       | 2014 | 2    | 72   | 13  | 11  | 48  | 50   | 129  | -79  |     |     |      |
| アビスパ福岡           | 1996 | 13   | 432  | 121 | 71  | 240 | 454  | 723  | -269 |     |     |      |
| サガン鳥栖             | 2012 | 13   | 450  | 152 | 123 | 175 | 534  | 594  | -60  |     |     |      |
| V・ファーレン長崎      | 2018 | 1    | 34   | 8   | 6   | 20  | 39   | 59   | -20  |     |     |      |
| 大分トリニータ         | 2003 | 11   | 370  | 108 | 88  | 174 | 387  | 512  | -125 |     |     |      |
| 横浜フリューゲルス     | 1993 | 6    | 228  | 117 | 0   | 111 | 375  | 373  | +2   |     |     |      |

- 2024年シーズン終了時点[13]
- は2025年シーズン所属クラブ
- は現在活動していないクラブ

### リーグ年間ゴール数
| 年度   | ゴール数 | 試合数 | クラブ数 |
| ------ | -------- | ------ | -------- |
| 1993年 | 532      | 180    | 10       |
| 1994年 | 841      | 264    | 12       |
| 1995年 | 1,214    | 364    | 14       |
| 1996年 | 778      | 240    | 16       |
| 1997年 | 898      | 272    | 17       |
| 1998年 | 1,074    | 306    | 18       |
| 1999年 | 757      | 240    | 16       |
| 2000年 | 712      | 240    | 16       |
| 2001年 | 788      | 240    | 16       |
| 2002年 | 683      | 240    | 16       |
| 2003年 | 718      | 240    | 16       |
| 2004年 | 744      | 240    | 16       |
| 2005年 | 873      | 306    | 18       |
| 2006年 | 976      | 306    | 18       |
| 2007年 | 867      | 306    | 18       |
| 2008年 | 783      | 306    | 18       |
| 2009年 | 791      | 306    | 18       |
| 2010年 | 813      | 306    | 18       |
| 2011年 | 869      | 306    | 18       |
| 2012年 | 855      | 306    | 18       |
| 2013年 | 879      | 306    | 18       |
| 2014年 | 774      | 306    | 18       |
| 2015年 | 820      | 306    | 18       |
| 2016年 | 805      | 306    | 18       |
| 2017年 | 793      | 306    | 18       |
| 2018年 | 813      | 306    | 18       |
| 2019年 | 797      | 306    | 18       |
| 2020年 | 866      | 306    | 18       |
| 2021年 | 920      | 380    | 20       |
| 2022年 | 771      | 306    | 18       |
| 2023年 | 777      | 306    | 18       |
| 2024年 | 1013     | 380    | 20       |
| 合計   | 26,594   | 9,334  |          |

- 出典：[14]

## 通算記録
選手名が太字は2024年シーズン終了時点で日本国内で現役の選手（別カテゴリ所属を含む）。

### 出場試合数
2024年12月9日時点
| 順位 | 選手名     | 試合数 |
| ---- | ---------- | ------ |
| 1    | 遠藤保仁   | 672    |
| 2    | 楢﨑正剛   | 631    |
| 3    | 西川周作   | 624    |
| 4    | 中澤佑二   | 593    |
| 5    | 阿部勇樹   | 590    |
| 6    | 曽ヶ端準   | 533    |
| 7    | 興梠慎三   | 526    |
| 8    | 小笠原満男 | 525    |
| 9    | 伊東輝悦   | 517    |
| 10   | 山田暢久   | 501    |

| 順位 | 選手名     | 試合数 |
| ---- | ---------- | ------ |
| 11   | 明神智和   | 497    |
| 12   | 森重真人   | 490    |
| 13   | 大久保嘉人 | 477    |
| 14   | 中村憲剛   | 471    |
| 15   | 家長昭博   | 467    |
| 16   | 山口智     | 448    |
| 17   | 青山敏弘   | 444    |
| 18   | 今野泰幸   | 443    |
| 19   | 森﨑和幸   | 430    |
| 20   | 前田遼一   | 429    |

### 得点
2024年12月9日時点
| 順位 | 選手名         | 得点数 |
| ---- | -------------- | ------ |
| 1    | 大久保嘉人     | 191    |
| 2    | 興梠慎三       | 168    |
| 3    | 佐藤寿人       | 161    |
| 4    | 中山雅史       | 157    |
| 5    | 前田遼一       | 154    |
| 6    | マルキーニョス | 152    |
| 7    | 小林悠         | 143    |
| 8    | 三浦知良       | 139    |
| 9    | ウェズレイ     | 124    |
| 10   | ジュニーニョ   | 116    |
| 11   | エジミウソン   | 111    |

| 順位 | 選手名     | 得点数 |
| ---- | ---------- | ------ |
| 12   | 柳沢敦     | 108    |
| 13   | 渡邉千真   | 104    |
| 14   | 遠藤保仁   | 103    |
| 15   | パトリック | 101    |
| 16   | 藤田俊哉   | 100    |
| 17   | 玉田圭司   | 99     |
| 18   | 豊田陽平   | 98     |
| 19   | 城彰二     | 95     |
| 20   | 武田修宏   | 94     |
| 20   | 森島寛晃   | 94     |
| 20   | 久保竜彦   | 94     |

## 表彰
表彰についてはJリーグ表彰規定に定めがある。シーズン中において、以下の表彰に該当する成績を収めたチームや個人にはシーズンの全日程終了後に開催されるJリーグアウォーズにて表彰される。

### チーム表彰

#### 賞金
2017年以降は下記のとおりとなっている。（2020年は、新型コロナウイルス感染症の影響により半額）
| 順位    | 賞金        | 賞品                                                                       |
| ------- | ----------- | -------------------------------------------------------------------------- |
| 年間1位 | 3億円       | Jリーグ杯（優勝銀皿）、日本サッカー協会会長杯 メダル、チャンピオンフラッグ |
| 年間2位 | 1億2000万円 | Jリーグ杯（準優勝銀皿）                                                    |
| 年間3位 | 6000万円    |                                                                            |

なお、チャンピオンシップ制度のあった2015年と2016年の場合は下記のとおりとなっていた。
| 順位                                | 賞金                                  | 賞品                                                                                                 |
| ----------------------------------- | ------------------------------------- | --- |
| 年間1位                             | 1億円                                 | Jリーグ杯（優勝銀皿）、日本サッカー協会会長杯 メダル、チャンピオンフラッグ、明治安田生命杯「球軌道」 |
| 年間2位                             | 賞金なし（2015年） 2000万円（2016年） | Jリーグ杯（準優勝銀皿）                                                                              |
| ステージ優勝                        | 5000万円                              | - |
| 年間勝ち点1位                       | 8000万円                              | - |
| 年間勝ち点2位                       | 3000万円                              | - |
| 年間勝ち点3位                       | 2000万円                              | - |
| チャンピオンシップ勝利 （決勝以外） | 1500万円                              | - |

#### 特典
年間優勝（年間王者）はJ1で年間の最終順位が1位（優勝）だったクラブのみに与えられる。J1で優勝したクラブには翌年のJリーグおよび天皇杯で使用するユニフォームの右袖に、金色のJリーグロゴマークエンブレムをつけることができる。ロゴマークの下には、2行で「yyyy（優勝した年）J LEAGUE CHAMPIONS」と表示されている。また、翌年開催されるFUJIFILM SUPER CUPへの出場権が与えられる。
J1で年間最終順位の上位クラブには、アジアサッカー連盟 (AFC) が主催するAFCチャンピオンズリーグエリート (ACLE) （2023/24シーズンまではAFCチャンピオンズリーグ (ACL)）の次回大会への出場権が与えられる。出場枠については32クラブが本大会に参加するようになった2009年大会以降は「年間順位の上位3クラブ（上位3クラブのいずれかが天皇杯優勝クラブと重複する場合は上位4クラブ）」に出場権が与えられているが、本戦出場枠の見直しが行われた2015年大会以降は、「上位2クラブがグループリーグ（本戦）出場、3位（上位3クラブのいずれかが天皇杯優勝クラブと重複する場合は4位）のクラブがプレーオフ出場」となっている。但し、ACLの2022年度からのレギュレーション変更により、ACLEで優勝したJリーグクラブがJリーグの競技成績（J1で3位以内、2023年まではJ1で2位以内か天皇杯優勝）を満たしていない場合、次年度のACLE本戦出場枠（2023/24シーズンまではACLプレーオフ出場枠）はそのACLE前回優勝クラブに置き換わり、J1の3位クラブの出場権は喪失となる。なお、AFC主催のクラブコンペティション（AFCチャンピオンズリーグ及びAFCカップ）が2024/25シーズンから枠組み変更されるのに合わせ、2024/25シーズンのJ1上位に与えられるAFCクラブコンペティションの出場枠については、最上位大会であるACLEに上位2クラブ（前回大会でJリーグクラブが優勝した場合は1クラブ）が、第2レベルの大会であるAFCチャンピオンズリーグ2 (ACL2) にリーグ3位（前回大会でJリーグクラブが優勝した場合は準優勝クラブ）が出場することになる。2025/26シーズン以降については、天皇杯優勝クラブに与えられていたACLE出場権がJ1リーグ3位クラブに与えられることになり（天皇杯優勝クラブはACL2の出場権が与えられる）上位3クラブ（前回大会でJリーグクラブが優勝した場合は2クラブ）がACLE本戦から出場することになる 。なお、天皇杯優勝クラブがJ1で3位以内に入った場合、4位クラブにACL2の出場権が与えられる。
1993-2000年までの年間優勝には、AFCチャンピオンズリーグの前身であるAFCアジアクラブ選手権の出場権が特典として与えられていた。ただ、Jリーグが発足する前年の1992年は、Jリーグカップの優勝クラブ（ヴェルディ川崎）が国内リーグの優勝クラブ扱いでこの大会に出場した。
このほか、FIFAクラブワールドカップが日本で開催される場合、その年度の優勝クラブは「開催国出場枠」で出場する権利が与えられる（2007年以降）。ただし、ACLにおいて日本のクラブが優勝した場合はACL優勝クラブの出場が優先され（ACL準優勝クラブが「開催国枠」の代替で出場する）、Jリーグ優勝クラブはACLとの2冠でない限り出場できない。

#### その他
- フェアプレー賞（高円宮杯）（年間の反則ポイントが少ないチームを表彰）
- 最優秀育成クラブ賞

### 個人表彰
- 最優秀選手賞
- ベストイレブン
- 優秀選手賞（1997年から。1994年から1996年までは「ノミネート選手」）
- 得点王
- 最優秀ゴール賞（2013年から）
- ベストヤングプレーヤー賞（2009年までは「新人王」）
- 優秀新人賞（2009年まで。1994年から1996年は「新人王ノミネート選手」）
- フェアプレー個人賞（1996年から）
- 優勝監督賞（1995年から。2004年から2016年まではなし）
- 優秀監督賞（1995年から2016年までは「最優秀監督賞」）
- 最優秀主審賞（1995年までは「最優秀審判員賞」、1996年から2009年までは「優秀主審賞」）
- 最優秀副審賞（1996年から2009年までは「優秀副審賞」）
- 功労選手賞
- 功労審判員賞

## スタジアム
いずれも2025シーズンのもの。
| 鹿島アントラーズ             | 浦和レッズ             | 柏レイソル                          | FC東京                       | 横浜FC                     |
| ---------------------------- | ---------------------- | ----------------------------------- | ---------------------------- | -------------------------- |
| メルカリスタジアム           | 埼玉スタジアム2002     | 三協フロンテア柏スタジアム          | 味の素スタジアム             | ニッパツ三ツ沢球技場       |
| 収容人数: 38,669             | 収容人数: 62,010       | 収容人数: 15,109                    | 収容人数: 47,894             | 収容人数: 15,440           |
|                              |                        |                                     |                              |                            |
|                              |                        |                                     |                              |                            |
| 東京ヴェルディ               | FC町田ゼルビア         | 川崎フロンターレ                    | 横浜F・マリノス              | 湘南ベルマーレ             |
| 味の素スタジアム             | 町田GIONスタジアム     | Uvanceとどろきスタジアム by Fujitsu | 日産スタジアム               | レモンガススタジアム平塚   |
| 収容人数: 47,894             | 収容人数:15,489        | 収容人数: 26,827                    | 収容人数: 72,327             | 収容人数: 15,380           |
|                              |                        |                                     |                              |                            |
|                              |                        |                                     |                              |                            |
| アルビレックス新潟           | 清水エスパルス         | 名古屋グランパス                    | 京都サンガF.C.               | ガンバ大阪                 |
| デンカビッグスワンスタジアム | IAIスタジアム日本平    | 豊田スタジアム                      | サンガスタジアム by KYOCERA  | パナソニックスタジアム吹田 |
| 収容人数: 41,684             | 収容人数: 19,496       | 収容人数: 43,739                    | 収容人数: 21,623             | 収容人数: 39,694           |
|                              |                        |                                     |                              |                            |
|                              |                        |                                     |                              |                            |
| セレッソ大阪                 | ヴィッセル神戸         | ファジアーノ岡山                    | サンフレッチェ広島           | アビスパ福岡               |
| ヨドコウ桜スタジアム         | ノエビアスタジアム神戸 | JFE晴れの国スタジアム               | エディオンピースウイング広島 | ベスト電器スタジアム       |
| 収容人数: 24,481             | 収容人数: 28,962       | 収容人数: 15,479                    | 収容人数: 28,520             | 収容人数: 21,562           |
|                              |                        |                                     |                              |                            |